# Bruno Abraham-Kremer
Ne doit pas être confondu avec Bruno Cremer.
Bruno Abraham-Kremer, né le 6 octobre 1958 à Paris 9e est un comédien, metteur en scène et auteur de théâtre français.
En 1989, il crée le Théâtre de l'Invisible, dont il assure depuis la direction artistique.

## Biographie
À ne pas confondre avec l'acteur Bruno Cremer.
Au cinéma, il a tourné entre autres, dans des films de Claude Chabrol, Danièle Thompson, Kim Chapiron, Anne Fontaine, Bertrand Blier, Yann Moix, Radu Mihaileanu, Zabou Breitman, Tom Bezucha, Marco Carmel, Georges Wilson, Pierre Granier-Deferre, Michèle Rosier, Laurent Bouhnik, Serge Frydman … et pour la télévision avec Ziad Doueiri, Alain Tasma, Laurent Heyneman, Claude Goretta, Sébastien Graal, Marc Angelo, Christian de Chalonges, Alain Vermuz, Marcel Camus, Claude Faraldo.
Au théâtre, il a notamment travaillé sous la direction de Didier Bezace, Joël Jouanneau, Jean-Luc Revol, Christian Schiaretti, Didier Long, Claude Merlin, Christophe Lidon, Bernard Bloch, François Kergoulay, Gilles Bouillon, Robert Cantarella, Jean-Gabriel Nordmann, Catherine Zambon, Henri Bornstein, Philippe Ogouz, Corine Juresco et dans ses propres mises en scène pour sa compagnie, le Théâtre de l’Invisible.
Les spectateurs le découvrent au théâtre grâce à sa Trilogie de l’Invisible : Le Golem (dont il est l’auteur), ainsi que Milarepa et Monsieur Ibrahim et les fleurs du Coran (écrit pour lui par Eric-Emmanuel Schmitt), qu’il a joué avec succès durant 2 saisons à Paris d’abord au Studio des Champs-Élysées puis au Théâtre Marigny ainsi que dans toute l’Europe et dans 12 pays d’Afrique (près de 600 représentations). 
Il a créé L’Amérique au Studio des Champs-Élysées, écrit pour lui par Serge Kribus pour lequel il a reçu le Molière « Grand prix du théâtre privé » en 2006. 
En 2007, il a joué dans Rutabaga swing qui a été nommé au Molière comme meilleur spectacle du théâtre public.
En 2009, il a créé La Vie sinon rien, premier volet de son nouveau triptyque : La Trilogie d’un homme ordinaire aux Gémeaux /Sceaux /Scène nationale, repris à la  Comédie des Champs-Élysées et au Lucernaire en 2010.
En 2010, il a interprété le rôle de Freud dans Parole et guérison de Christopher Hampton dans une mise en scène de Didier Long au Théâtre Montparnasse, aux côtés de Barbara Schultz et de Samuel Le Bihan.
En 2012, il a créé La vie est une géniale improvisation, une adaptation de la correspondance de Vladimir Jankélévitch créée au Festival de Grignan qui a été à l’affiche du Théâtre des Mathurins jusqu’en avril 2014.
Il est l’interprète de La promesse de l’aube de Romain Gary, qu’il a adapté et mis en scène avec Corine Juresco. Le spectacle, créé au Théâtre de la Commune d’Aubervilliers en 2011, a ensuite été joué deux saisons à Paris au Petit Saint Martin et au Théâtre des Mathurins. Après deux tournées en France, il a été représenté en Lituanie, en Russie et au Liban.
En 2014, il interprète Anton Tchekhov dans J’ai terriblement envie de vivre qu’il a écrit et mis en scène avec Corine Juresco au Petit St Martin. En 2016 le spectacle se joue un mois à Genève au Théâtre des Amis, puis en tournée
En 2015, il a joué au côté de Michel Aumont dans Le Roi Lear de William Shakespeare, mis en scène par Jean-Luc Revol, au Théâtre de la Madeleine et en tournée et il a joué dans le film de Alain Tasma Huit jours en hiver, sur Arte.
En 2017, il a repris au Lucernaire, La vie est une géniale improvisation, une adaptation de la correspondance de Vladimir Jankélévitch créée au Festival de Grignan avant de repartir en tournée avec «J’ai terriblement envie de vivre».
En 2018, il a créé L’Angoisse du Roi Salomon de Romain Gary/ Emile Ajar qu’il a adapté et mis en scène avec Corine Juresco au Théâtre du Petit Saint-Martin et repris au Lucernaire puis en tournée.
En 2020, création du spectacle Nicolas de Staël, la fureur de peindre, où il interprète, sur scène la correspondance du peintre accompagné de deux musiciens (Hubertus Biermann, contrebasse, & Jean-Baptiste Favory, électroacoustique) au théâtre du Lucernaire pendant un mois et demi.
En 2023, Il est à l’affiche du film de Florence Vignon, L’homme debout  au côté de Jacques Gamblin. Il tourne pour Canal+ dans la série La fièvre sous la direction de Ziad Doueiri. Il écrit et interprète Parle, envole-toi ! ou comment le théâtre m’a sauvé la vie qu'il crée au théâtre du Lucernaire, puis en tournée en 2024. Une reprise du spectacle est prévue à la Scala-Provence au Festival d’Avignon 2025 puis à la Scala-Paris en janvier 2026.

## Théâtre

### Acteur
- 2023 : il écrit et interprète Parle, envole-toi ! ou comment le théâtre m’a sauvé la vie
- 2020 : il adapte et interprète Nicolas de Staël, la fureur de peindre, d'après la correspondance de Nicolas de Staël
- 2018 : il adapte, met en scène et joue L'angoisse du roi Salomon de Romain Gary / Emile Ajar
- 2015 : Le Roi Lear de William Shakespeare, mise en scène Jean-Luc Revol, Théâtre de la Madeleine.
- En 2014, il joue, écrit et met en scène J'ai terriblement envie de vivre, d'après la correspondance de Tchékhov.
- En 2013, il joue et met en scène La Vie est une géniale improvisation d'après la correspondance de Vladimir Jankélévitch.
- En 2011, il adapte, met en scène et joue La Promesse de l'aube de Romain Gary.
- En 2009, il met en scène et joue La Vie sinon rien de Antoine Rault.
- En 2010, il joue le rôle de Sigmund Freud dans Parole et guérison, de Christopher Hampton.
- En 2007, il a joué dans Rutabaga swing de Gilles Laurent, pièce nommée au Molière du théâtre public.
- En 2006, il a joué et mis en scène l'Amérique de Serge Kribus, Molière 2006 - Grand Prix Spécial du jury - Théâtre Privé.
- En 1999, il adapte et met en scène Comme la Vie est belle pourtant, d'après Une Vie bouleversée d'Etty Hillesum.
- En 1995, il joue dans l'Idiot de Dostoïevski, mis en scène par Joël Jouanneau.
- En 1993, il joue dans Le Tic et le Tac de la pendule de Daniil Harms.
- En 1991, il joue dans La Mangeuse de crotte, écrit et mis en scène par Jean-Gabriel Nordmann.
- En 1990, il joue dans Richard III de William Shakespeare mis en scène par Henri Bornstein.
- En 1988, il joue La Nuit des Rois de William Shakespeare mis en scène par Gilles Bouillon.
- En 1983, il joue dans La Mer est trop loin, de Jean-Gabriel Nordmann, mis en scène par Robert Cantarella et Jean-Gabriel Nordmann.

### Trilogie de l'Invisible
- En 2001, il a joué et mis en scène Monsieur Ibrahim et les fleurs du Coran, écrit pour lui par Eric-Emmanuel Schmitt (3e volet).
- En 1997, il a joué et mis en scène Milarepa, écrit pour lui par Eric-Emmanuel Schmitt (2e volet).
- En 1993, il a écrit, joué et mis en scène Le Golem (1er volet).

### Auteur
- 2023 : Parle, envole-toi ! ou comment le théâtre m’a sauvé la vie
- 2018 :  L'angoisse du roi Salomon de Romain Gary / Emile Ajar
- 2014 : J'ai terriblement envie de vivre, de Bruno Abraham-Kremer et Corine Juresco, d'après les œuvres de Tchekhov.
- 2013 : La Vie est une géniale improvisation, d'après la correspondance de Vladimir Jankélévitch.
- 2011 : La Promesse de l'Aube, de Bruno Abraham-Kremer et Corine Juresco, adapté de Romain Gary.
- 2008 : Staël à l'état pur, d'après les lettres de Nicolas de Staël. (Festival de la Correspondance de Grignan)
- 2008 : Pascin, le Prince de Montparnasse, d'après la correspondance de Pascin.
- 1999 : Comme la vie est belle pourtant, d'après Une Vie bouleversée de Etty Hillesum.
- 1993 : Le Golem, écrit par Bruno Abraham Kremer, d'après la Kabbale.

### Metteur en scène
- 2023 : Parle, envole-toi ! ou comment le théâtre m’a sauvé la vie avec Corine Juresco
- 2020 : Nicolas de Staël, la fureur de peindre, d'après la correspondance de Nicolas de Staël
- 2018 : il adapte, met en scène et joue L'angoisse du roi Salomon de Romain Gary / Emile Ajar
- 2014 : J'ai terriblement envie de vivre, de Bruno Abraham-Kremer et Corine Juresco, d'après les œuvres de Tchekhov.
- 2013 : La Vie est une géniale improvisation, d'après la correspondance de Vladimir Jankélévitch.
- 2011: La Promesse de l'Aube, de Bruno Abraham-Kremer et Corine Juresco, adapté de Romain Gary.
- 2009 : La Vie sinon rien de Antoine Rault.
- 2008 : Staël à l'état pur, d'après les lettres de Nicolas de Staël. (Festival de la Correspondance de Grignan)
- 2006 : L'Amérique de Serge Kribus, Molière 2006 - Grand Prix Spécial du jury - Théâtre Privé.
- 2005 : Entre courir et voler il n'y a qu'un pas, de Jacques Gamblin.
- 2001 : Monsieur Ibrahim et les fleurs du Coran, écrit pour lui par Eric-Emmanuel Schmitt.
- 1999 : Comme la vie est belle pourtant, d'après Une Vie bouleversée de Etty Hillesum.
- 1997 : Milarepa, écrit pour lui par Eric-Emmanuel Schmitt.
- 1996 : A la porte, de Jean-Gabriel Nordmann.
- 1993 - Le Pépin du raisin, cabaret russe.
- 1992 : Le Golem, écrit par Bruno Abraham Kremer, d'après la Kabbale.
- 1990 : Lettre au frère, d'après Vincent Van Gogh.

## Filmographie

### Cinéma

#### Longs métrages
- 2023 - L'Homme debout de Florence Vignon
- 2014 - La Crème de la crème, réalisé par Kim Chapiron.
- 2014 - Maintenant ou jamais réalisé par Serge Frydman.
- 2013 - Des gens qui s'embrassent, réalisé par Danièle Thompson.
- 2011 - Monte Carlo, réalisé par Thomas Bezucha : le capitaine de police
- 2009 - Bellamy, réalisé par Claude Chabrol.
- 2009 - Coco avant Chanel, Anne Fontaine.
- 2007 - Comme ton père, réalisé par Marco Carmel.
- 2007 - Pa-ra-da, réalisé par Marco Pontecorvo.
- 2005 - Nuit noire 17 octobre 1961 réalisé par Alain Tasma.
- 2005 - Le Triporteur de Belleville réalisé par Stéphane Kurc.
- 2005 - Combien tu m'aimes ? réalisé par Bertrand Blier.
- 2004 - Podium, réalisé par Yann Moix.
- 2002 - Se souvenir des belles choses, réalisé par Zabou Breitman.
- 2001 - Malraux, tu m'étonnes !, réalisé Michèle Rosier.
- 2000 - Les acteurs, réalisé par Bertrand Blier.
- 1999 - 1999 Madeleine, réalisé par Laurent Bouhnik.
- 1999 - Merci la Vie, réalisé par Bertrand Blier.
- 1998 - Mon homme, réalisé par Bertrand Blier.
- 1998 - Train de Vie, réalisé par Radu Mihaileanu.
- 1988 - La Vouivre, réalisé par George Wilson.
- 1988 - La Comédie du travail, réalisé par Luc Moullet.
- 1986 - Cours privé, réalisé par Pierre Granier-Deferre.
- 1983 - Les amours du mal-aimé, réalisé par Marcel Camus.

#### Courts métrages
- 2017 - Auguste, réalisé par Olivia Baum
- 2014 - Le Sel de la Terre, réalisé par Jonathan Desoindre.
- 2001 - Un oiseau dans le plafond, réalisé par Céline Macherel (Prix du festival Locarno 2000).
- 1999 - Le Syndrome de Peter Pan, réalisé par Kaloust Andalian.
- 1984 - Marie des Ombres, réalisé par Kaloust Andalian.

### Télévision

#### Téléfilms
- 2015 : Neuf jours en hiver, réalisé par Alain Tasma.
- 2006 : L'Héritage - collection Chez Maupassant, réalisé par Laurent Heynemann.
- 2006 : Nuit noire 17 octobre 1961, réalisé par Alain Tasma. (International Emmy Award 2007)
- 2006 : La Dame d'Izieu, réalisé par Alain Wermus.
- 2004 : Le Triporteur de Belleville, réalisé par Stéphane Kurc.
- 1999 : Thérèse et Léon, réalisé par Claude Goretta.
- 1997 : Les Duettistes, réalisé par Marc Angelo.
- 1996 : Petits Nuages d'été, réalisé par Olivier Langlois.
- 1990 : Cuisine Céleste, réalisé par Alain Tasma.
- 1989 : Les inconnus du Mont-Blanc, réalisé par Denis Ducroz.
- 1988 : Les jupons de la Révolution : Mirabeau, réalisé par Claude Faraldo.
- 1988 : La Chaîne, réalisé par Claude Faraldo.
- 1988 : L'étoile d'or, réalisé par Daniel Vigne.
- 1987 : Céleri rémoulade, réalisé par Jean-Pierre Biazotti.

#### Séries télévisées
- 2024 : La Fièvre de Ziad Doueiri
- 2012 : Alice Nevers : Le juge est une femme, réalisé par Laurent Levy.
- 2006 : P.J., réalisé par Gérard Vergez.
- 2005 : Joséphine, ange gardien, réalisé par Philippe Monnier.
- 2005 : Docteur Dassin, réalisé par Olivier Langlois.
- 2002 : Maigret et le marchand de vin, réalisé par Christian de Chalonges.
- 2002 : Maigret et le ministre, réalisé par Christian de Chalonges.
- 2001 : Brigad, réalisé par Marc Angelo.
- 2000 : Julie Lescaut, réalisé par Alain Vermuz.
- 1998 : Anne Le Guen, série réalisée par Stéphane Kurc et Alain Wermus.
- 1989 : Imogène, réalisé par François Leterier.

## Doublage

### Cinéma

#### Films
- John C. Reilly dans (9 films) :
  - Chicago (2002) : Amos Hart
  - The Hours (2002) : Dan Brown
  - Self Control (2003) : Arnie Shankman plus âgé
  - Aviator (2004) : Noah Dietrich
  - Criminal (2004) : Richard Gaddis
  - The Dictator (2012) : Clayton
  - Tale of Tales (2015) : le roi de Selvascura
  - Kong: Skull Island (2017) : Hank Marlow
  - Licorice Pizza (2021) : Fred Gwynne

- Bill Camp dans :
  - La Mission (2020) : M. Branholme
  - Drive-Away Dolls (2024) : Curlie

- 1995 : La Folie du roi George : Henry Dundas (Struan Rodger)
- 2003 : Un duplex pour trois (Harvey Fierstein)
- 2009 : A Serious Man : Oncle Arthur (Richard Kind)
- 2011 : Habemus papam : le porte-parole du Vatican (Jerzy Stuhr)
- 2013 : Hannah Arendt : Heinrich Blücher (Alex Milberg)
- 2013 : Jimmy P. (Psychothérapie d'un Indien des Plaines) : Docteur Jokl (Elya Baskin)
- 2014 : Les Nouveaux Sauvages : Cuenca (César Bordón)
- 2014 : Winter Sleep : Hidayet (Ayberk Pekcan)
- 2014 : If You Love Me... : le conseiller (Paul Gleeson) et le collègue de Monica (Glenn Hazeldine)
- 2015 : El Club : père Ortega (Alejandro Goic)
- 2016 : Ave, César ! : le rabbin (Robert Picardo)
- 2016 : Jackie : Jack Valenti (Max Casella)
- 2017 : Le Procès du siècle : Professeur Richard J. Evans (John Sessions)
- 2018 : Le Jour de mon retour : Sir Francis Chichester (Simon McBurney)
- 2018 : Everybody Knows : Fernando (Eduard Fernández)
- 2019[2] : La Loi de Téhéran : le juge (Farhad Aslani)
- 2019 : Adults in the Room : ? ( ? )
- 2019 : The Operative : Joe (Johanan Herson)
- 2021 : Tre piani : Luigi (Tommaso Ragno)
- 2022 : Armageddon Time : M. Turkeltaub (Andrew Polk)
- 2024 : Drive-Away Dolls : Curlie (Bill Camp)
- 2025 : The Brutalist : Michael Hoffman (Peter Polycarpou)

#### Film d'animation
- 2020 : Bigfoot Family : le principal Jones

### Télévision

#### Séries télévisées
- Ramón García dans : 
  - The Young Pope (2016) : le cardinal Aguirre (mini-série)
  - The New Pope (2020) : le cardinal Aguirre (mini-série)
- 2017-2018 : Animal Kingdom : Pearce (Gil Birmingham)

## Livres
- Bruno Abraham-Kremer, Parle, envole-toi ! ou comment le théâtre m'a sauvé la vie, Paris, Éditions Camino Verde, 2024, 64 p.  (ISBN 9791090267657)